# Montauriol (Aude)
Montauriol település Franciaországban, Aude megyében. Lakosainak száma 84 fő (2022. január 1.). Montauriol Cumiès, Mas-Saintes-Puelles, Payra-sur-l’Hers, Peyrefitte-sur-l’Hers, Sainte-Camelle és Salles-sur-l’Hers községekkel határos.

## Népesség
A település népessége az elmúlt években az alábbi módon változott:
| Lakosok száma | 93   | 74   | 75   | 78   | 81   | 86   | 88   | 83   | 81   | 84   |
|               | 1968 | 1982 | 1990 | 2006 | 2013 | 2015 | 2017 | 2019 | 2020 | 2022 |